# マールバッヒア (小惑星)
マールバッヒア (565 Marbachia) は小惑星帯の小惑星である。マックス・ヴォルフによってハイデルベルクのケーニッヒシュトゥール天文台で発見された。
ドイツの都市マールバッハに因んで命名された。